# Тиринф
37°35′58″ пн. ш. 22°47′59″ сх. д. / 37.59944° пн. ш. 22.79972° сх. д.
Тири́нф — прадавнє давньогрецьке укріплене місто в Арголіді, на північному сході Пелопоннесу.

## Історія
Поселення на місці Тиринфа виникло в епоху неоліту. На початку другого тисячоліття до н. е. Тиринф став центром ранньокласової держави ахейців. Час розквіту Тиринфа припадає на 16-13 століття до н. е., коли на акрополі був збудований великий царський палац, прикрашений фресками. За часів царя Пройта (близько 1400 до н. е.) акрополь Тиринфа був обнесений потужними кам'яними стінами, викладеними, так званою, кіклопічною кладкою, згаданими в «Іліаді» (II, 559) і описаними пізніше Павсанієм («Опис Еллади», II, 25). Укріплені вежами стіни Тиринфа місцями сягали 10 м завтовшки і мали всередині комори для зброї та ін. Із тиринфської фортеці підземний хід вів до підземного джерела.

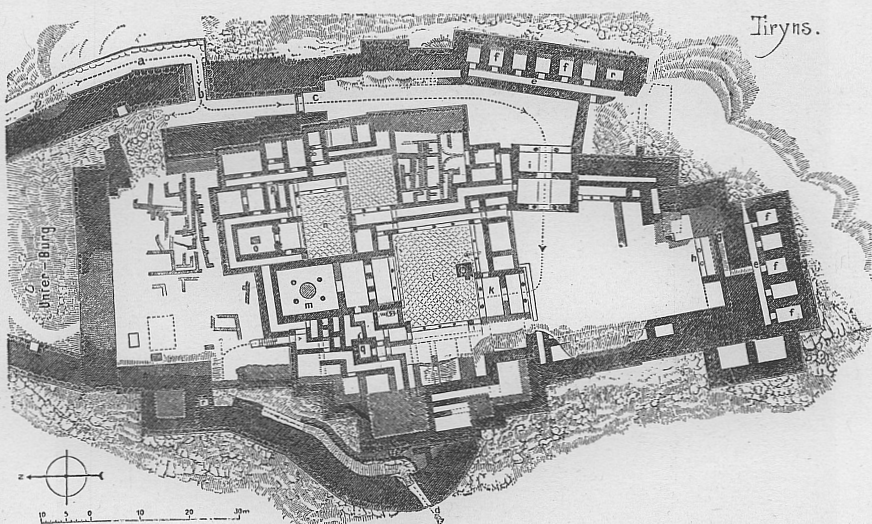
План палацу в Тиринфі

Серед царів Тиринфа особливо прославився Діомед (близько 1240), який, відповідно до грецької традиції, брав участь у поході на Трою. У 12 столітті, під час вторгнення дорійців, акрополь Тиринфа в результаті пожежі був спустошений, життя тривало тільки у нижньому місті. У першому тисячолітті до н. е. Тиринф залишався невеликим полісом. Близько 470 до н. е. Тірінф був остаточно зруйнований аргосцями.
Археологічні дослідження Тиринфа почали 1831 року, пізніше їх підтримував Генріх Шліман. Найзначніші результати дали розкопки В. Дерпфельда (у 1884-85), німецьких археологів Г. Каро і К. Мюллера (у 1912-38, з перервами), грецького археолога Н. Верделіса (1960-х роках).

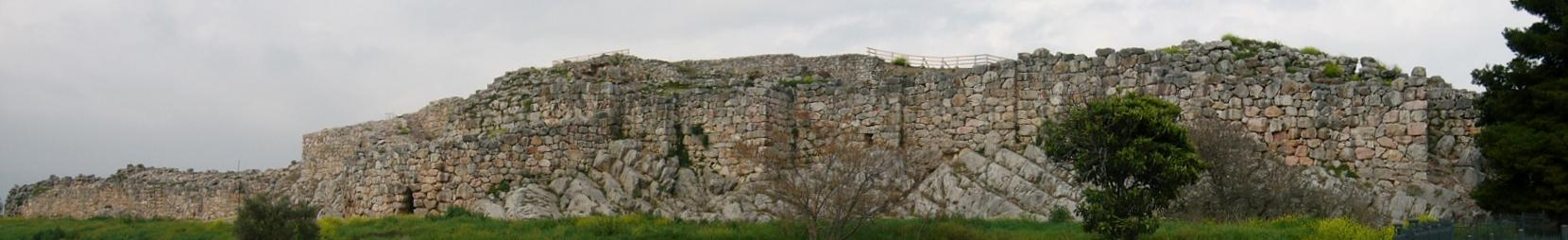
Сучасний стан палацу в Тиринфі, стіна кіклопічної кладки